# Why!?プログラミング
『Why!?プログラミング』(ホワイ プログラミング)は、NHK Eテレで2016年3月21日(JST)から放送されているプログラミングに関するテレビ番組である。プログラミングをテーマとした番組は、NHK for Schoolでは初となる。2017年の国際エミー賞にノミネートされた。

## 概要
Scratchでできたワールド(番組中では『スクラッチ・ワールド』)に不具合が発生した、という設定の番組。
コーナーとして、『ジェイソンをプログラミング』(プログラミングの概念の紹介)、『スクラッチャーの紹介』(Scratch作品と作成者の紹介)がある。

## 登場人物
厚切りジェイソン
番組中で実際にプログラミングを行う。番組中では「新人隊員」との設定。
ラム
声 - 日髙のり子
スクラッチの達人の女の子。番組中ジェイソンに助言を行う。
プログ
声 - IKKAN
絵が得意な男の子。番組中でもイラストを描く。

## 放送リスト
本番組は、全て学校の長期休暇中に初回放送が行われる（2021年度までは『テレビクラブ』にて放送。2022年度の夏休みは、通常のレギュラー放送の時間帯を使って先行放送）
下記は初回放送日順の放送リスト。※印のついたものはNHK for Schoolの配信対象外。
| 回  | タイトル                             | 『ジェイソンをプログラミング』内容        | 本編内容                                 | 初回放送日    |
| --- | ------------------------------------ | ----------------------------------------- | ---------------------------------------- | ------------- |
| 1   | 壊れた魚を動かせ                     | 順次                                      | スプライトを動かす                       | 2016年3月21日 |
| 2   | おかしな踊りを直せ                   | 反復                                      | 音楽をつける、画像効果                   | 2016年3月22日 |
| 3   | 文房具でシューティングゲームを作れ   | 分岐                                      | x座標とy座標                             | 2016年3月23日 |
| 4   | 北極の子ぐまを救え                   | 同期                                      | ライントレース                           | 2016年3月24日 |
| 5   | リンゴ犬マックスを応援しろ           | アルゴリズム                              | マイクの使用・四則演算                   | 2016年3月25日 |
| 6   | びっくりハウスをつくれ               | 条件付反復                                | メッセージを送る                         | 2016年8月1日  |
| 7   | マックスの農場に雨を降（ふ）らせろ   | ジェイソンをなおせ                        | クローンと乱数                           | 2016年8月2日  |
| 8   | カエルをジャンプさせろ               | 抽象化                                    | 物理的なジャンプ                         | 2016年8月3日  |
| 9   | スクラッチを始めよう                 | フィードバック制御                        | 始め方                                   | 2017年3月29日 |
| 10  | スクラッチ動物園を救（すく）え       | 2進法                                     | 画像の取り込み                           | 2017年3月30日 |
| 11  | 自分だけの楽器をつくれ               | エンコード・デコード                      | 音の取り込み                             | 2017年3月31日 |
| 12※ | 参加しよう!Why大喜利                 | なし                                      | サイトの紹介                             | 2017年6月24日 |
| 13  | 奇跡のチョウを直せ                   | ジェイソンはココにいる 冷蔵庫編           | ペンを用いた描画                         | 2017年7月1日  |
| 14  | おかしなラーメン店を直せ             | ジェイソンはココにいる センサー付蛇口編   | リスト                                   | 2017年7月8日  |
| 15  | スーパーロボット・ワンだふぉーを直せ | ジェイソンはココにいる 信号機編           | マイコンの制御                           | 2017年7月15日 |
| 16  | カエルを家に帰せ                     | ジェイソンをなおせ その2                  | 横スクロール                             | 2017年7月22日 |
| 17  | おそろしの花をさかせろ               | ジェイソンはココにいる 温水洗浄便座編     | ドラッグアンドドロップ                   | 2018年3月28日 |
| 18  | お花見列車を直せ                     | ジェイソンはココにいる 電気ポット編       | 背景の動かし方                           | 2018年3月29日 |
| 19  | マックスの告白を助けろ               | ジェイソンはココにいる POSレジスター編    | 場面の変え方                             | 2018年3月29日 |
| 20  | うさぎとかめのCMを作れ               | ジェイソンはココにいる インクリメント編   | プログラミングで物語のおもしろさを伝える | 2018年8月13日 |
| 21  | はかりスパイダーを直せ               | ジェイソンはココにいる 自動掃除機編       | マス目でいろんなものの大きさをはかる     | 2018年8月14日 |
| 22  | キラキラフィッシュの仲間を増やそう！ | ジェイソンはココにいる 電気炊飯器編       | 保存、読み込み、書き出し                 | 2022年3月29日 |
| 23  | 花火大会を成功させよう！             | ジェイソンはココにいる                    | 公倍数                                   | 2022年3月29日 |
| 24  | おいしいハンバーグを焼こう！         | ジェイソンはココにいる 自動ブレーキ機能編 | タイマー、録音                           | 2022年8月8日  |
| 25  | 英語で道案内をしよう！               | ジェイソンはココにいる 自動製氷機編       | メッセージを送って待つ                   | 2022年8月15日 |

## 放送時間
2017年度
- 水曜日15:30-15:40（本放送、前期）
- 土曜日19:45-19:55（再放送、前期）
- 木曜日9:55-10:05（本放送、後期）

2018年度
- 火曜日10:00-10:10（本放送）
- 月曜日15:30-15:40（再放送、後期）

2019年度
- 火曜日10:00-10:10（本放送）
- 火曜日15:30-15:40（再放送）

2020年度
- 月曜日15:30-15:40（前期）
- 月曜日10:05-10:15（後期）

2021年度
- 月曜日15:30-15:40（前期のみ）

2022年度
- 月曜日16:40-16:50

## Scratch 3.0 対応について
2019年1月にからScratchのバージョンが2.0から3.0に更新されたことへの対応として、2019年4月以降放送の番組で、プログラミングをする画面の体裁が Scratch 3.0 に差し替えられている。また、番組の Official website を通じて案内されている Scratch プロジェクトも、Scratch 3.0 に対応したものが提供されている一方、 Scratch 2.0 に対応した Scratch プロジェクトも引き続き提供されている。